# نس زیونا
نس زیونا (در عبری: נס ציונה) نام شهری در استان مرکزی اسرائیل است که جمعیت آن در سال ۲۰۰۶ ۳۰٬۹۰۰ نفر و مساحت آن ۱۵٬۵۷۹ کیلومتر مربع بوده‌است.